# エンペラー・マグス・カリグラ
エンペラー・マグス・カリグラ (Emperor Magus Caligula、本名:マグヌス・ブロベリ (Magnus Broberg)、1973年5月23日 - )は、スウェーデン・ルドヴィーキャ出身のヘヴィメタルミュージシャン。特に、1996年から2010年まで活動したブラックメタルバンド、ダーク・フューネラルのボーカリスト、ベーシスト、作詞家として著名。また、クリストフェル・ユンソンに代わってデスラッシュバンドのデモノイドにも加入していた。また、初期ヒポクリシーのボーカリストでもあった。この他に、Sanctification、God Among Insects、Dominion Caligula、Votary、Sportlovでも活動していた。
2011年7月から、リージョンに代わってウィッチリーに加入した。
マグスの部分がメイガス、カリグラの部分がカリギュラと表記される場合もある。

## 思想
カリグラは、アントン・ラヴェイのサタニズムの信奉者であるが、しかしその一方でナショナル・ソーシャリスト・ブラックメタルやナチズムからは距離を取っている。しかし、その一方で、ナチズムの一側面について「間違っていない (not that wrong)」と述べたり、ナチスの強制収容所について酷いことだと述べつつも、「恐ろしく酷いこと (that horribly bad)」ではないとも述べたこともある。他の多くのブラックメタルミュージシャンのように、彼は一般的に政治的には無関心であるスタンスをとっている。しかし、ライヴ時にイスラーム過激派のテロリストのリーダー、ウサーマ・ビン・ラーディンに対して、軽蔑を示したことがある。また同じように、子供に対する性的虐待事件を理由に、カトリック教会に対しても軽蔑を表している。

## 論争
カリグラは、チリのサンティアゴで起こった殺人事件の犯人に「幾分影響を受けた」と述べられた。犯人はダーク・フューネラルのファンで、これに加えて、"He deserves some credit. You’re not supposed to say that, but I don't care."と述べている。彼は「音楽が引き金を引いた」ことを示唆していたものの、ダーク・フューネラルの音楽が殺人の直接的な原因であることは否定した。
カリグラは2003年のライヴでこの犯人に会ったことを思い出した。カリグラは、彼のリクエストでキューバのタバコで腕に十字の焼き入れを行った。

## 映像
カリグラは、スウェーデンのゾンビ映画のDie Zombiejägerの死体愛好のユーモアパートに出演している。また、ダーク・フューネラルは2曲を提供しており、「Godhate」がオープニング、「Thus I Have Spoken」が戦闘シーンに使われている。

## ディスコグラフィー

### ダーク・フューネラル
スタジオ・アルバム
- Vobiscum Satanas - 1998
- Diabolis Interium - 2001
- Attera Totus Sanctus - 2005
- Angelus Exuro pro Eternus - 2009

EP
- Teach Children to Worship Satan - 2000

ライブ・アルバム
- De Profundis Clamavi Ad Te Domine  - 2004

DVD
- Attera Orbis Terrarum - Part I - 2007
- Attera Orbis Terrarum - Part II - 2008

### ヒポクリシー
スタジオ・アルバム
- Penetralia (1992)
- Osculum Obscenum (1993)

デモ・EP
- Rest in Pain (1992、EP)
- Pleasure of Molestation (1993、EP)

### God Among Insects
- World Wide Death (2004)
- Zombienomicon (2006)

### Dominion Caligula
- A New Era Rises (2000)